# 20822 Ліньтінніен
20822 Ліньтінніен (20822 Lintingnien) — астероїд головного поясу, відкритий 24 жовтня 2000 року.
Тіссеранів параметр щодо Юпітера — 3,432.